# Hitoyoshi Satomi
Hitoyoshi Satomi (født 13. maj 1983) er en tidligere japansk fodboldspiller.
Han har spillet for flere forskellige klubber i sin karriere, herunder Thespa Kusatsu.